# Драголюб Ойданич
Драголюб Ойданич е югославски военен деец (генерал) и политик.
Той е началник на генералния щаб на Югославската народна армия от ноември 1998 до февруари 2000 година, по време на състоялите се през 1999 бомбардировки на НАТО на Югославия. От февруари до ноември 2000 година е министър на отбраната на Съюзна република Югославия. През 2002 година доброволно се предава на създадения от ООН Международен трибунал за военните престъпления в бивша Югославия заради това, че е бил началник на генщаба на югославската армия по време на продължилата от 1998 до 1999 година война в Косово.

## Биография
Роден е на 1 юни 1941 година в с. Равни (край Ужице, Западна Сърбия) в семейство на сърби. Баща му е бил партизанин в Югославската народноосвободителна войска през Втората световна война 1941 – 1945 година. Самият Драголюб Ойданич става член на ЮКП през 1958 година. Завършва Висшето пехотно училище на СФРЮ, а през 1964 година – и военна академия в Югославия.
През 1964 – 1983 заема различни военни длъжности в Югославската народна армия, а през 1983 – 2000 е на висши командни длъжности в Югославската народна армия и Югославската армия. През 1994 – 1996 е командващ Първа армия на Югославия, а през 1996 – 1998 е заместник-началник на Генералния щаб на Югославската армия. През ноември 1998 година е назначен за началник на Генералния щаб на Югославската армия и като такъв командва въоръжените сили по време на войната в Косово, когато НАТО бомбардира Югославия. През февруари 2000 година Ойданич е избран за министър на отбраната на СР Югославия, който пост заема до ноември 2000 година, до падането на югославския президент Слободан Милошевич през октомври 2000 и премиера Момир Булатович.
През 2002 година доброволно се предава на Международния трибунал за военните престъпления в бивша Югослвия и през 2009 г. е осъден на 15 години затвор за това, че е бил началник на Генералния щаб на югославската армия по време на войната в Косово и подчинените му войски са извършвали етническо прочистване на албанци. До днес остават съмнения за високата степен на вина на генерал Ойданич, тъй като прочистването е вършено от югославските сили за сигурност, подчинени на МВР на СР Югославия, а армията се е намесвала частично, без да има голямо въздействие върху етническите сблъсъци в Косово.
Генерал Драголюб Ойданич е награден с Орден на свободата на СР Югославия заради воденето на отбранителната война срещу НАТО през 1999 година.